# 南蒂罗尔考古学博物馆

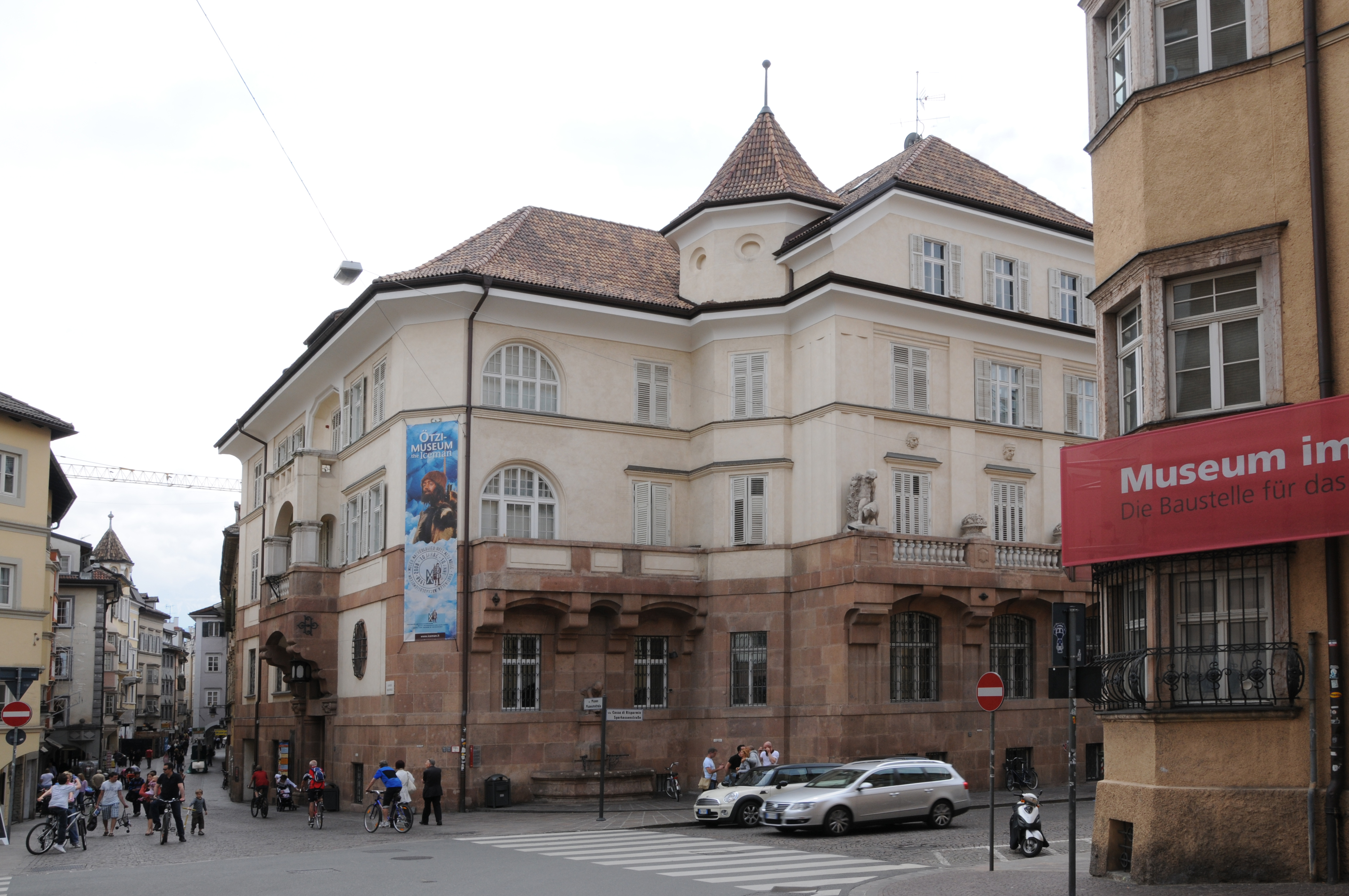
南蒂罗尔考古学博物馆

南蒂罗尔考古学博物馆（德語：Südtiroler Archäologiemuseum）是意大利北部南蒂罗尔首府博尔扎诺一个专业的考古学博物馆。

## 历史
博物馆成立于1998年3月28日，以收藏保存完好的公元前34世纪的天然木乃伊冰人奥茨。 这是世界上最古老的天然人类木乃伊。
博物馆内的气候控制室保持摄氏零下六度的温度和98％的湿度，复制被发现时的冰川条件。
该博物馆由19世纪的银行大楼改建而成，涵盖了阿尔卑斯山南部地区从旧石器时代和中石器时代（公元前15,000年）到公元800年的历史和考古。2006年，博物馆举办查查波亚斯文化的木乃伊的展览。